# Lincoln Park Zoo
Il Lincoln Park Zoo è uno dei più antichi zoo degli Stati Uniti essendo stato fondato nel 1868. Questo giardino zoologico è membro della Società Azoologica Americana (AZA). È situato all'interno del Lincoln Park di Chicago e si estende per circa 14 ettari. Lo Zoo è uno dei quattro principali zoo nell'area di Chicago ed è il più grande all'interno dell'area urbana.
Nel parco vivono 1.250 animali tra cui anche orsi polari, gorilla e rinoceronti neri orientali. Oltre agli animali era possibile ammirare un albero di Quercia risalente al 1830, tre anni prima che la città di Chicago fosse fondata. La quercia è sta abbattuta nel 2023, ma bel 2025 è stato piantato un clone.

## Storia

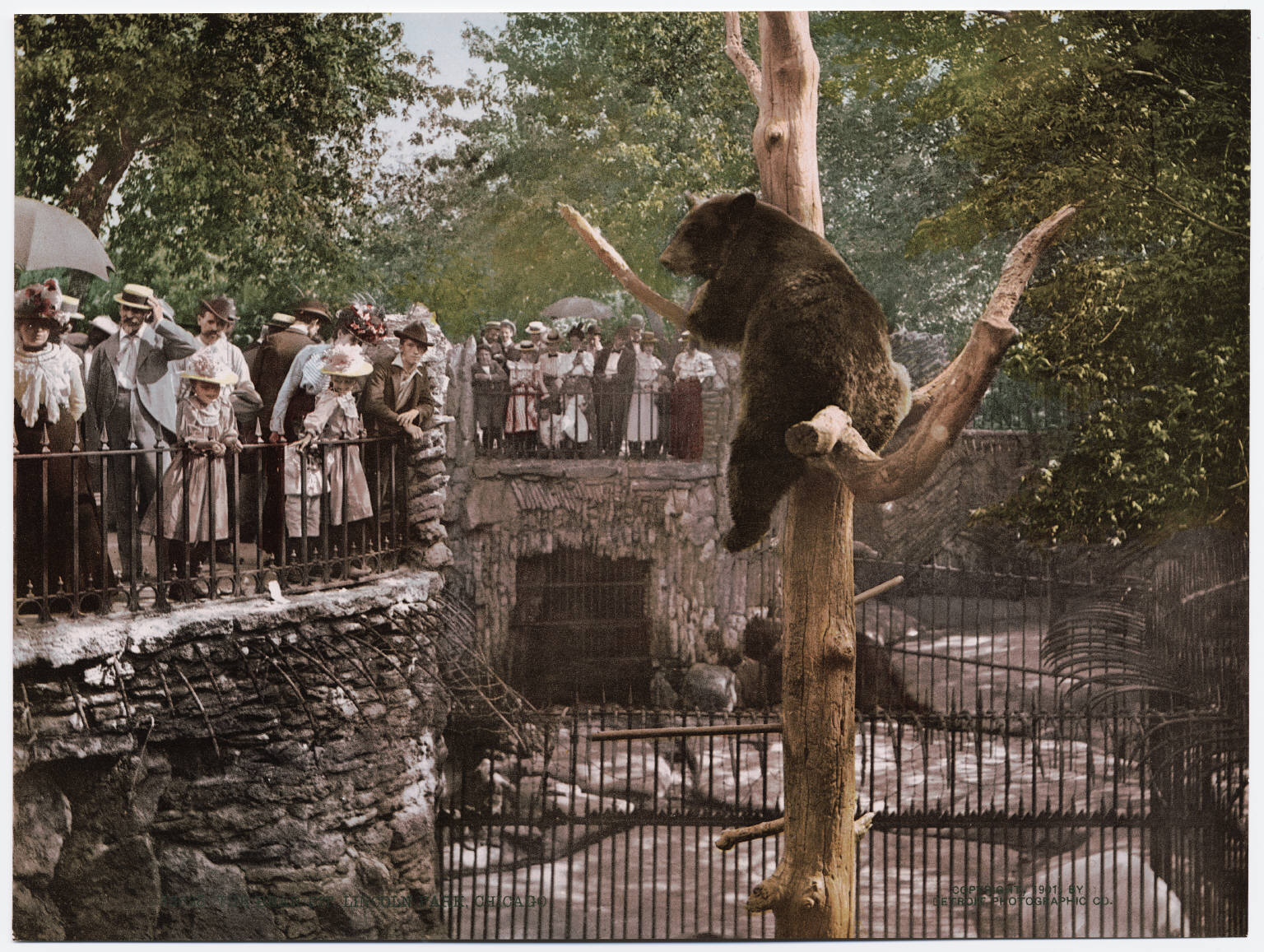
Un orso dello Zoo

Lo Zoo venne fondato nel 1868 quando furono introdotti nel parco pubblico Lincoln una coppia di cigni provenienti da Central Park (New York).
Nel 1874 la colonia di cigni fu raggiunta da un orso bruno proveniente dallo zoo di Philadelphia, l'orso, che divenne presto molto popolare tra i cittadini, fu il primo animale ad essere acquistato dallo zoo. In questo zoo, nel 1894, nacque per la prima volta in cattività un bisonte americano.. Nel 1912 aprì il reparto dedicato ai leoni e nel '27 ha aperto la zona dedicata ai gorilla entrambe restaurate nei primi anni del 1990. Tra il 1970 e il 1980 il parco zoologico fu profondamente rinnovato con l'aggiunta di molte esposizioni naturalistiche.
Nel 1994, il Lincoln Park Zoo diede le concessioni per la realizzazione di alcune scene del film Baby Birba - Un giorno in libertà.

## Esibizioni e Animali

### Regenstein African Journey
Regenstein African Journey è una grande esibizione dedicata agli animali provenienti dal continente africano.

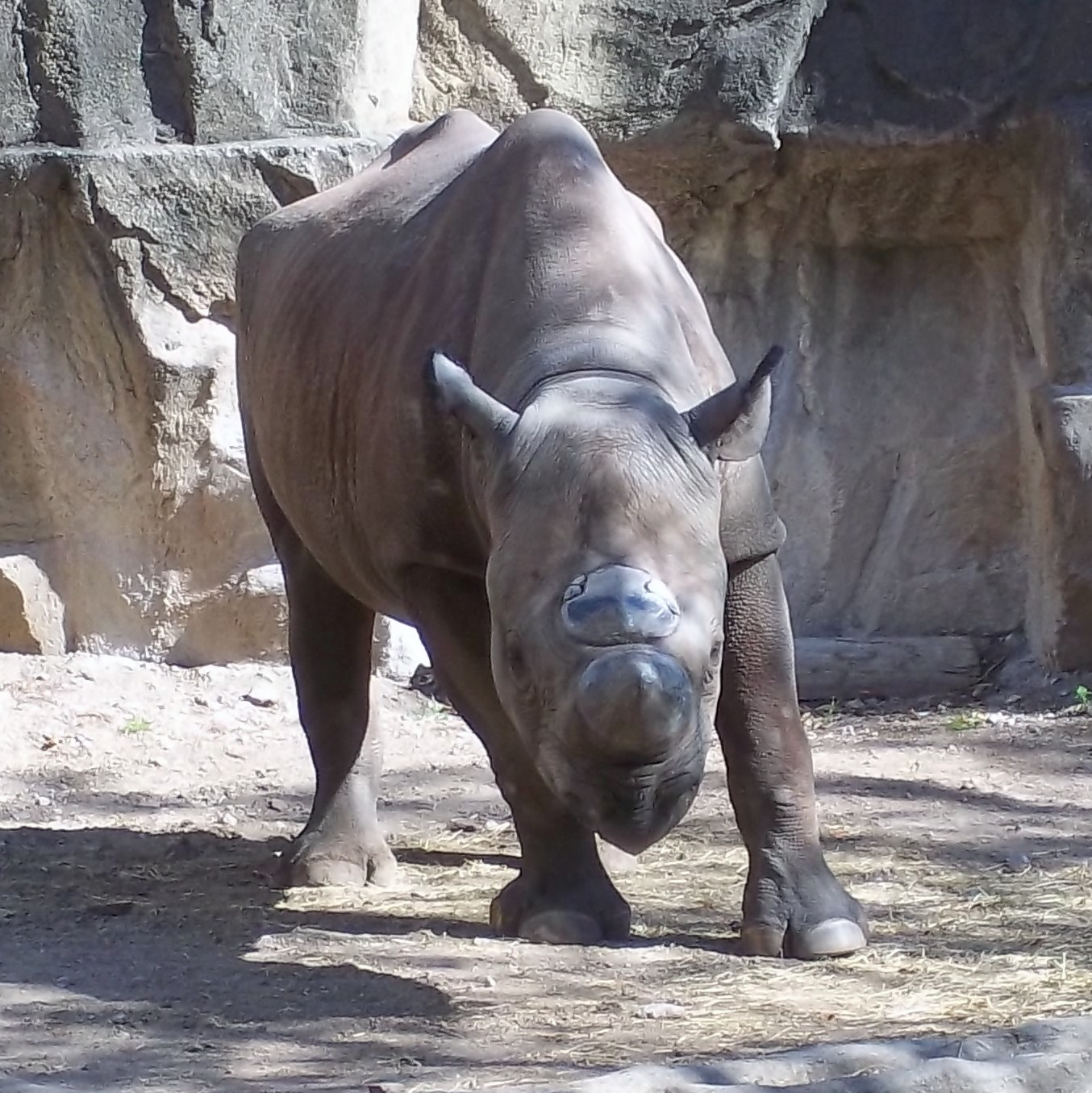
Rinoceronte nero orientale

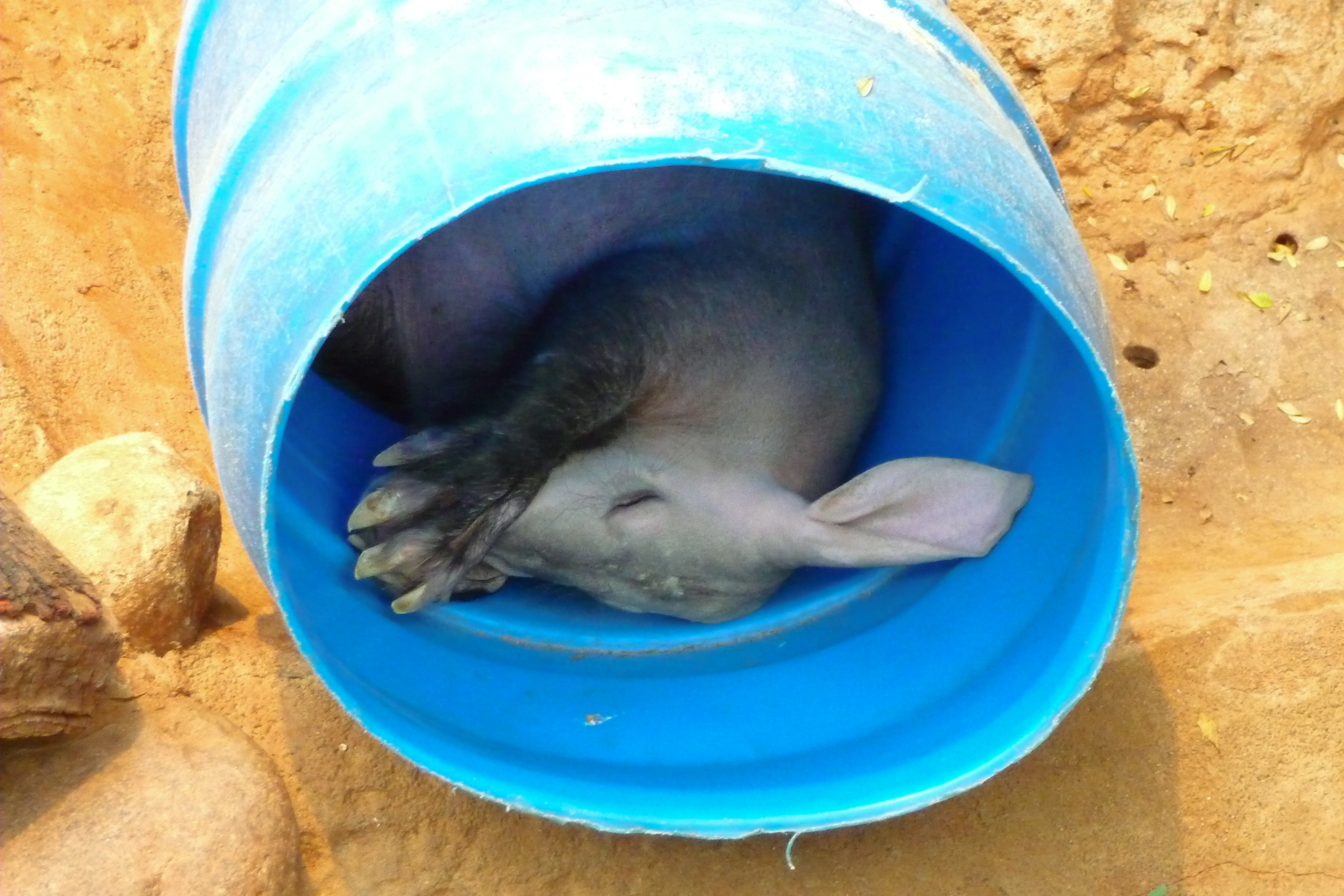
Oritteropo

- Giraffa reticolata
- Gazzella di Grant
- Rinoceronte nero orientale
- Licaone
- Potamochero
- Oritteropo

- Guereza
- Saltarupi
- Suricato
- Ippopotamo pigmeo
- Cicogna di Abdim
- Spatola africana
- Coracias cyanogaster
- Ibis hadada
- Faraona dal ciuffo
- Inseparabile mascherato
- Alzavola Ottentotta
- Tockus erythrorhynchus
- Mbuna

### Kovler Lion House
In questa parte dello zoo vivono alcune specie di grandi felini. Questa struttura permette ai visitatori di vedere gli animali anche d'inverno.
- Leone Sudafricano
- Leopardo dell'Amur
- Tigre Siberiana
- Lince Europea
- Giaguaro
- Gatto di Pallas
- Puma
- Serval

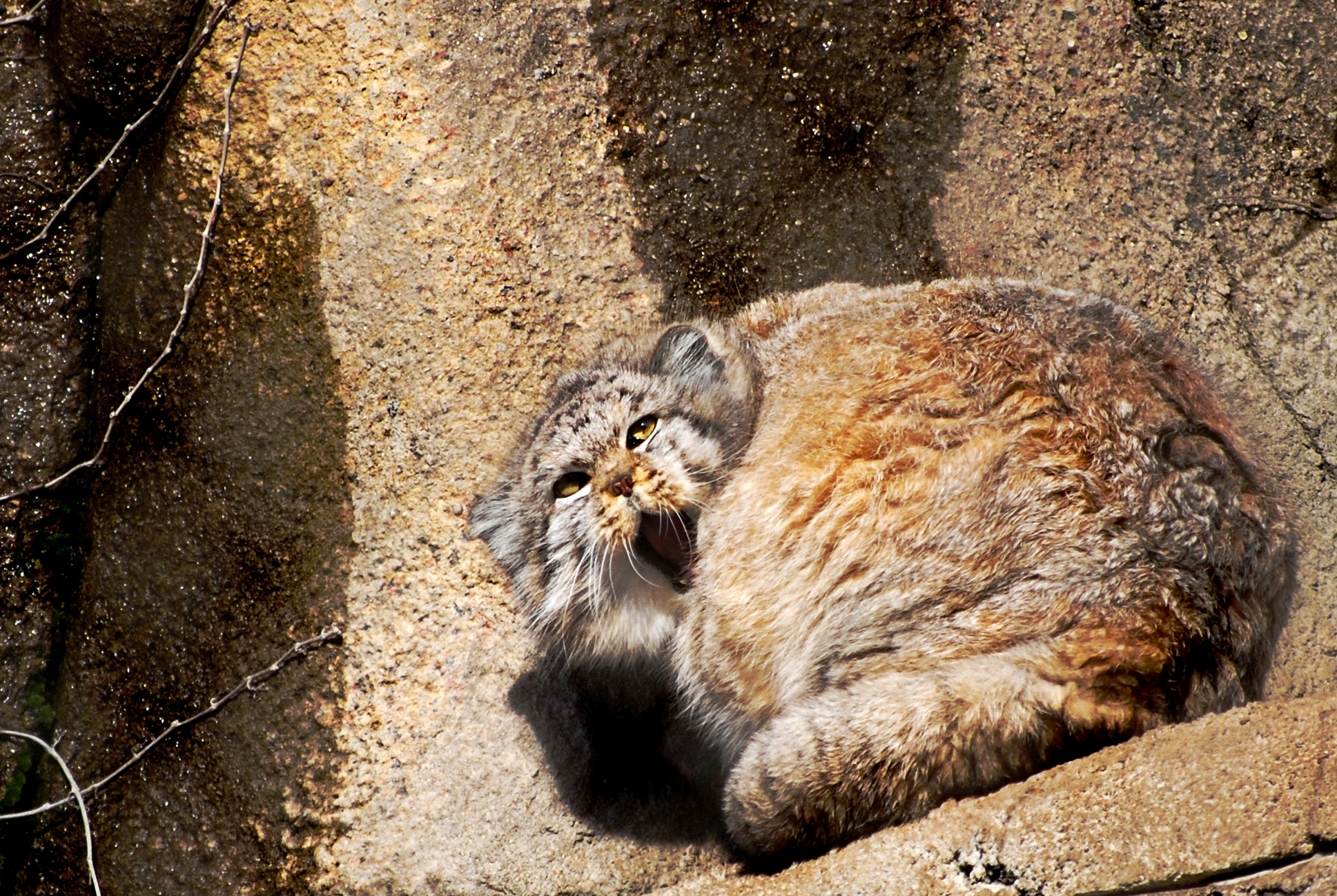
Gatto di Pallas

L'unico esemplare in questo habitat a non essere un felino è un Panda minore.

### McCormick Bear Habitat

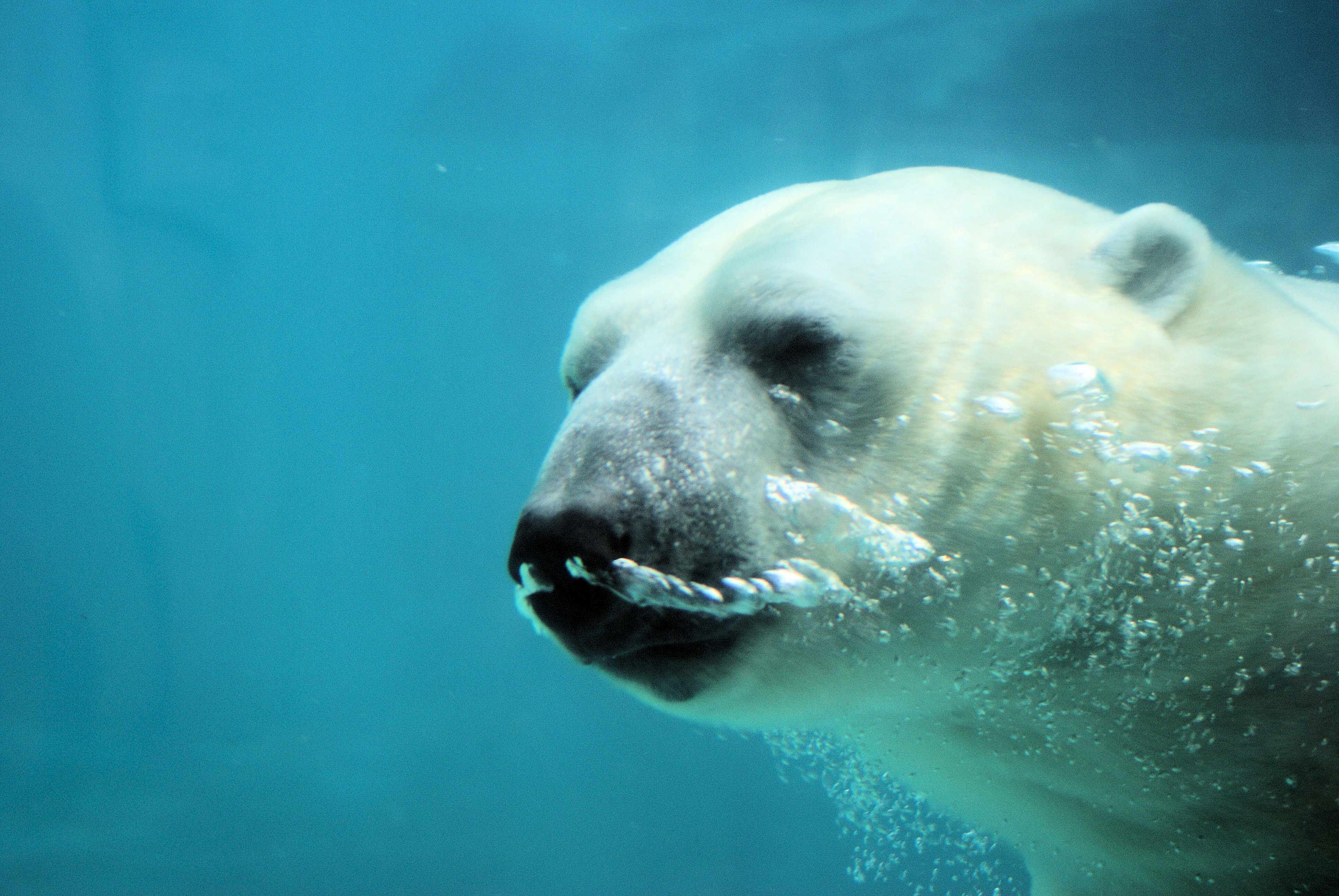
Orso polare

McCormick Bear Habitat è dedicata dedicata principalmente agli orsi. Questo habitat è visitabile solo dall'esterno.
- Orso dagli Occhiali
- Orso del sole
- Orso polare
- Iena maculata, unica specie a non essere un Ursidae

### McCormick Bird House
McCormick Bird House è un'area interna dedicata esclusivamente agli uccelli. Essa include anche una grande sala nella quale è possibile entrare a libero contatto con alcune specie di uccelli.

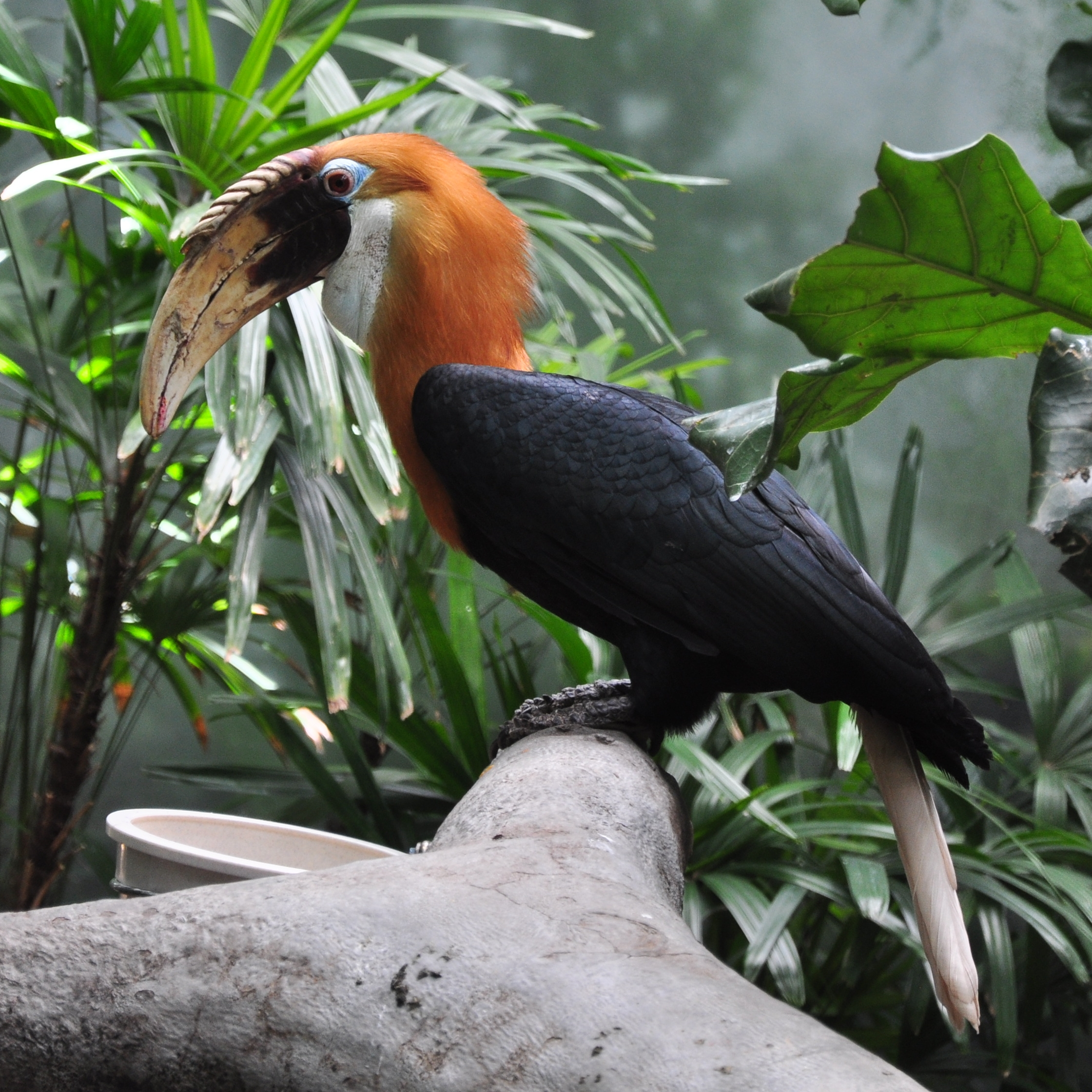
Rhyticeros plicatus

- Storno di Bali
- Cavaliere nordamericano
- Dryonastes courtoisi
- Motmot capoblu
- Succiamiele guanceblu
- Thraupis episcopus
- Rhyticeros plicatus

- Parrocchetto di Bourke
- Spizixos semitorques
- Rul-rul
- Storno smeraldino
- Irena dorzoazzurro
- Cosmopsarus regius
- Upupa boschereccia verde
- Piccione fagiano
- Martin pescatore micronesiano
- Rallo di Guam
- Umbretta
- Smergo dal ciuffo
- Sterna inca
- Sterna beccafrutta jambu
- Kookaburra sghignazzante
- Beccolargo verde
- Anatra mandarina
- Panvoncella mascherata
- Piccione delle Nicobare
- Corriere canoro
- Piovanello maggiore
- Usignolo del Giappone
- Paroaria gularis
- Ibis scarlatto
- Garzetta nivea
- Occhione del Capo
- Tarabuso del sole
- Podargus strigoides
- Tessitore dei bufali testabianca

### Antelope & Zebra Area
Questa serie di habitat raccolgono alcuni tra i più grandi mammiferi presenti nello zoo. È visibile solo la parte esterna.
- Alpaca
- Cammello
- Zebra di Grevy
- Struzzo
- Canguro rosso
- Takin del Sichuan
- Cobo
- Cervo a labbra bianche

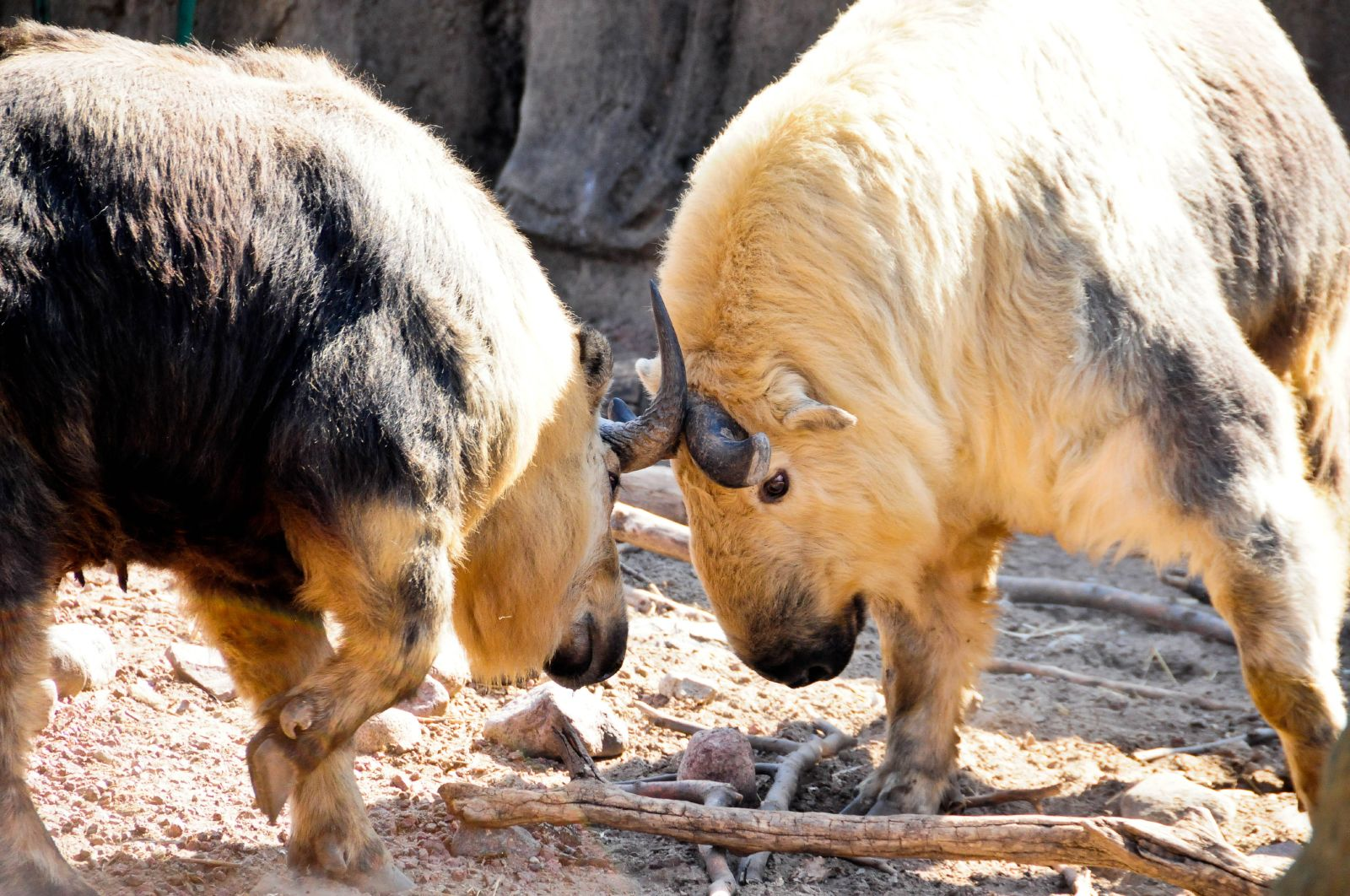
Takin del Sichuan

Sono da poco arrivati in questo habitat anche una coppia di pecari del Chaco e di anatre mute.

### Helen Brach Primate House
Questa struttura ospita scimmie e lemuri di piccole e medie dimensioni; è quasi completamente al coperto. 

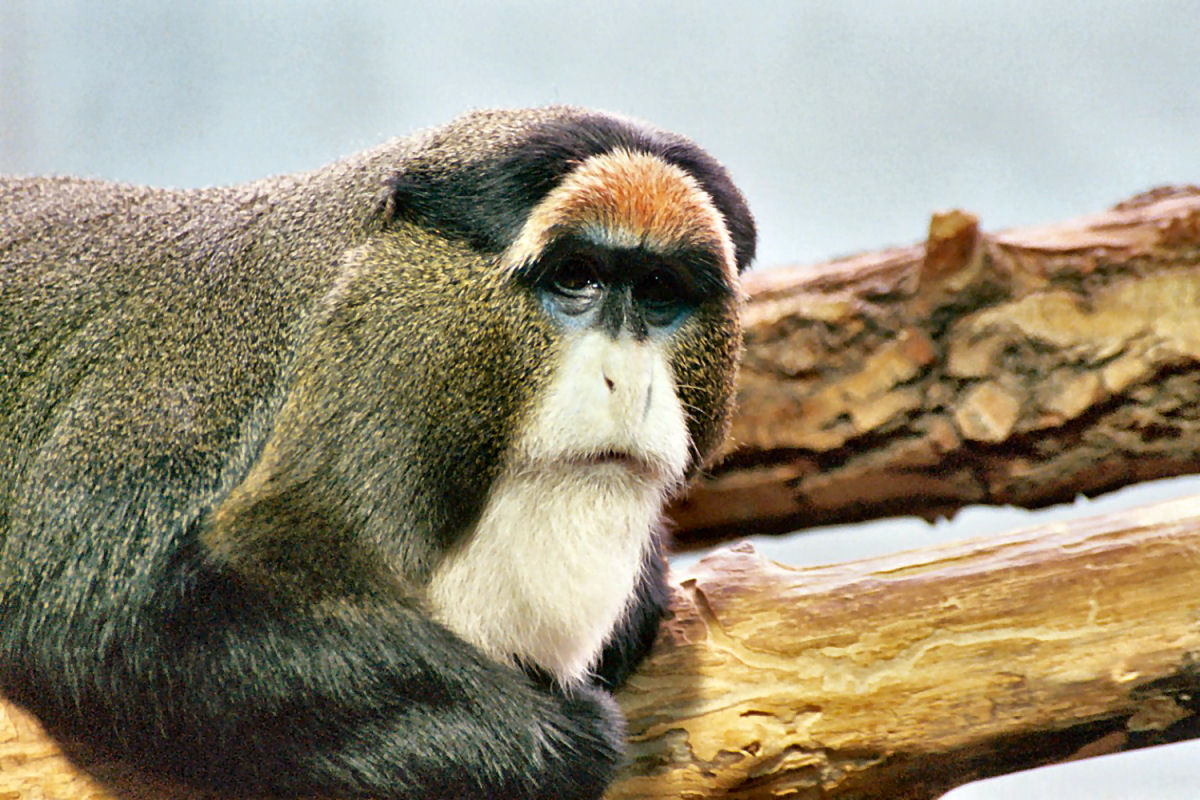
Cercopiteco di Brazzà

- Cercopiteco di palude
- Aluatta nera
- Guereza
- Callicebo della Bolivia
- Lemure coronato
- Cercopiteco di Brazzà
- Presbite di Francois
- Tamarino di Goeldi
- Tamarino calvo
- Gibbone dalla guance bianche

### Regenstein Birds of Prey Exhibit
In questa parte dello zoo vengono ospitati gli uccelli di grandi dimensioni. Questo habitat è composto da tre grandi voliere.
- Aquila di mare testabianca
- Gufo delle nevi

Nella voliera più grande
- Avvoltoio monaco
- Cicogna bianca
- Lofoforo splendido

### Kovler Sea Lion Pool

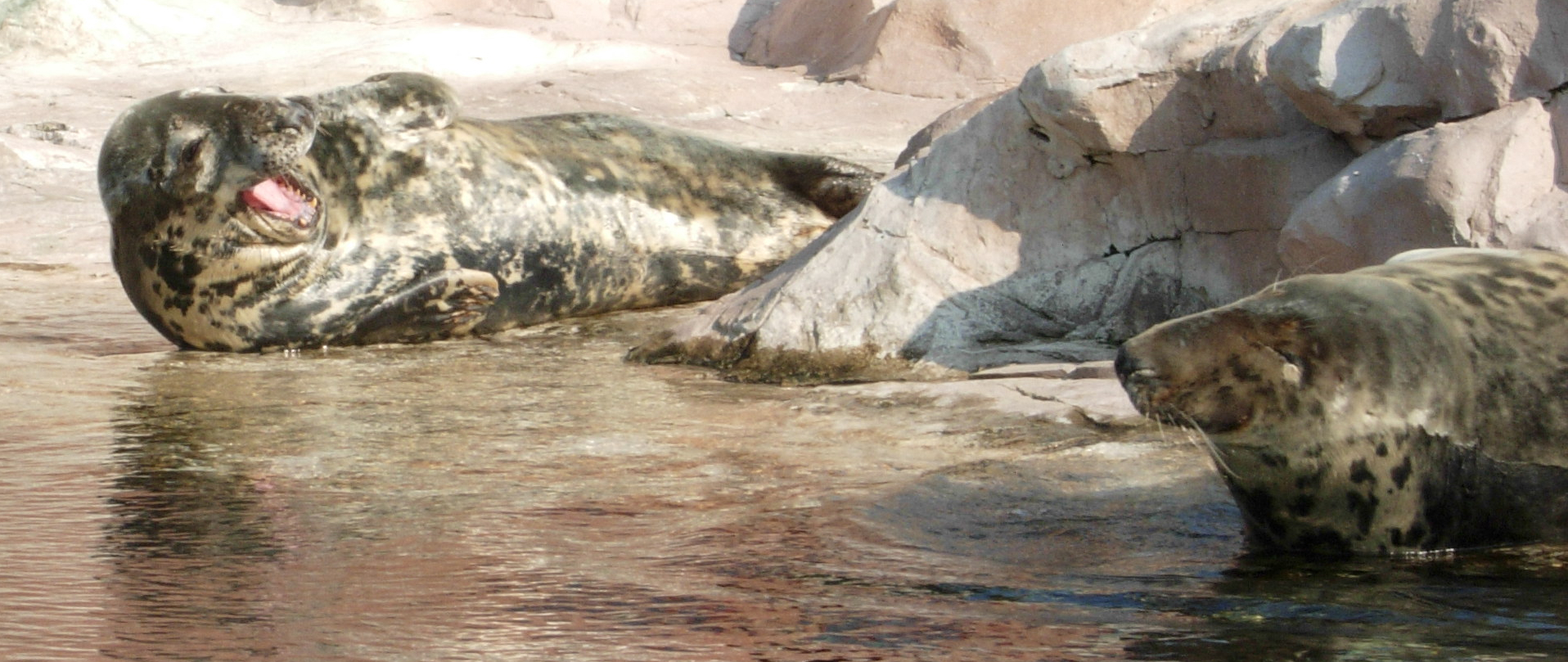
Foca comune

Questa vasca ospita, al contrario di quanto suggerisce il nome che si riferisce agli ospiti storici, alcuni esemplari di Foca comune. La vasca è strutturata in modo da poter vedere gli esemplari sia sopra che sotto l'acqua. 

### Waterfowl Lagoon e Hope B. McCormick Swan Pond
Questo habitat consiste in grande lago sito al centro dello zoo. All'interno del lago, diviso in due parti, abitano alcune specie di anatre e fenicotteri.
- Smergo dal ciuffo
- Codone comune
- Gobbo della Giamaica
- Cigno
- Fenicottero del Cile
- Oca cignoide

Il lago accoglie anche alcuni esemplari di Germano reale che di fatto sono selvatici e non dello zoo.

### Regenstein Center for African Apes
Regenstein Center for African Apes ospita due specie di primati africani. Questo habitat è diviso in tre parti ed è accessibile sia all'interno che dall'esterno.
- Scimpanzé
- Gorilla di pianura occidentale

### Pritzker Family Children's Zoo
Questa esibizioni si articola in più parti. Una di queste è studiata per le famiglie ed in particolare per i bambini che possono giocare, in una struttura coperta, condividendo lo spazio con piccoli animali tipi della fauna americana.
- Gheppio americano
- Rospo americano
- Tartaruga di Blanding
- Tartaruga Carolina
- Assiolo americano orientale
- Tartaruga palustre pinta
- Necturus maculosus
- Opheodrys vernalis
- Testuggine palustre punteggiata
- Testuggine palustre scolpita

Nella stessa esibizione ma all'esterno:
- Lontra di fiume nordamericana
- Castoro americano
- Smergo dal ciuffo
- Anatra sposa

In due grandi habitat separati sono invece ospitati un branco di lupi rossi e un orso nero americano.

### Regenstein Macaque Forest
Aperta a inizio 2015, la foresta dei macachi giapponesi è l'esibizione più recente dello zoo. Questa struttura riproduce una parte di crinale di una montagna giapponese, con tre grandi alberi finti che sorreggono la struttura. Qui sono ad oggi ospitati 8 Macachi giapponesi, ma la struttura ne può ospitare fino a 15. 
I macachi dello zoo hanno tutti tra i 9 e i 10 anni. Izumi, Nara, Ono, Yuki e Mito (9 anni) sono le femmine ed Izumi sembra essere la dominante. Akita (9 anni), Myagi e Kuma sono invece i maschi e Akita è il maschio alfa del gruppo.
La struttura sarà completamente fruibili da maggio 2015.

## Progetti Futuri
Sono già iniziati i lavori che porteranno nel 2016 all'apertura del nuovo habitat che ospiterà una coppia di Orsi polari e di una colonia di pinguini. Questa nuova area sorgerà dove ad oggi vive già l'orso polare che, hanno fatto sapere i dirigenti, quando i lavori impediranno che la sua permanenza allo zoo, sarà trasferito in altro parco in attesa del completamento dei lavori.
Lo zoo sta anche raccogliendo i fondi necessari all'ammodernamento della vasca che ospita le foche.